# 加利福尼亚州太平洋国际博览会半美元
加利福尼亚州太平洋国际博览会半美元（英語：California Pacific International Exposition half dollar）又名加利福尼亚州太平洋半美元（California Pacific half dollar）、圣地牙哥半美元（San Diego half dollar），是美国铸币局1935至1936年铸造的50美分纪念币，旨在纪念这两年举办的加利福尼亚州太平洋国际博览会。硬币由罗伯特·艾特肯设计，正面刻有加利福尼亚州州徽上包括弥涅耳瓦在内的多种元素，背面则是博览会上的建筑。
1935年初，国会通过法案授权制作这款纪念币，没有任何议员投票反对，艾特肯获聘出任设计师。制作方案得到批准后，旧金山铸币局生产出25万枚半美元，但实际销售情况远不及预期，有超过18万枚无人问津。为此博览会委员会希望能把库存退回重铸1936年新版，来年借博览会的东风取得销售佳绩。法案在国会顺利通过，但新版硬币销售依然冷清，最终又有15万枚退回铸币局熔毁。如今，两版半美元纪念币的价值在数百美元左右。

## 历史背景和立法授权
1935至1936年，加利福尼亚州太平洋国际博览会在巴尔波亚公园举办。本次世界博覽會为期两年，耗费2000万美元，会场占地面积1400公顷，共计吸引约375万游客参观。
美国早期发行的纪念币通常不经政府发售，而是由国会规定某个组织独家拥有以面值从铸币局购买，再加价向公众销售的权力。加利福尼亚州太平洋国际博览会半美元的独家发售机构就是加利福尼亚州太平洋国际博览会公司。

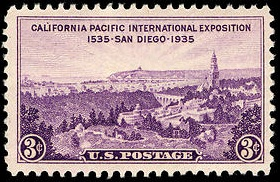
1935年美國郵政部为此次博览会发行的三美分邮票。

1935年2月19日，加利福尼亚州联邦众议员乔治·伯纳姆（George Burnham）在联邦众议院提出法案，建议发行加利福尼亚州太平洋国际博览会半美元，法案随后转交铸币和度量衡委员会审议。委员会对法案只作出少许技术调整，代理主席、密苏里州议员约翰·约瑟夫·科克伦（John Joseph Cochran）于4月12日回复众议院，建议通过法案，授权发行最多25万枚纪念币。科克伦在报告中指出，伯纳姆曾向委员会表示，这些半美元不需政府支付分毫，并附上信件的复印件为证。伯纳姆的信中还表示，联邦政府对此次博览会投入很大，政府官员预计游客人数会有700至1000万。次日，科克伦促请众议院审议法案，最终法案通过，并且没有议员提出问题或异议。
4月15日，法案送交联邦参议院，随后转交银行和货币委员会审议。4月23日，委员会主席、佛罗里达州参议员邓肯·阿普肖·弗莱彻（Duncan Upshaw Fletcher）回报参议院建议通过法案，所附报告内容同科克伦类似。4月26日，参议院同意弗莱彻的建议，而且也没有议员提出问题或异议。1935年5月3日，法案经总统富兰克林·德拉诺·罗斯福签字后成为法律正式生效。

## 准备和设计
加利福尼亚州联邦参议员威廉·吉布斯·麦卡杜曾在伍德罗·威尔逊内阁出任财政部长，他致信在任政府部长小亨利·摩根索，建议加利福尼亚州太平洋半美元刻上已故总统威尔逊的肖像。摩根索在回信中表示对此“很有兴趣”，建议转告负责确定设计方案的博览会委员会（以下简称博委会）。美国钱币协会月刊《钱币学家》（The Numismatist）则在1935年1月刊（此时国会尚未收到建议法案）发文称，即将有五万枚银元和15万枚半美元面世，上面会刻上罗斯福总统肖像。

加利福尼亚州州徽

雕塑家罗伯特·艾特肯获聘设计这款半美元，他设计过多款纪念币，如巴拿马－太平洋系列中的50美元金币。1921年，美国总统沃伦·盖玛利尔·哈定发布行政命令设立美国美术委员会，负责为包括硬币在内的各种公共美术品提供设计建议，艾特肯制作的石膏模型因此交该委员会检查。经过以雕塑家李·劳列（Lee Lawrie）为首的多位委员审核，美术委员会于1935年7月5日批准设计方案。不过，劳列担心硬币上不加格言“LIBERTY”（“自由”）和“E PLURIBUS UNUM”（“合众为一”）可能不合法，艾特肯随后在硬币正面加刻“LIBERTY”字样。最终方案获批后，石膏模型送至纽约奖章用品公司（Medallic Art Company）转制成硬币大小的出币毂，这些出币毂之后转交费城铸币局，再把制作的铸币金属模具送到旧金山铸币局。

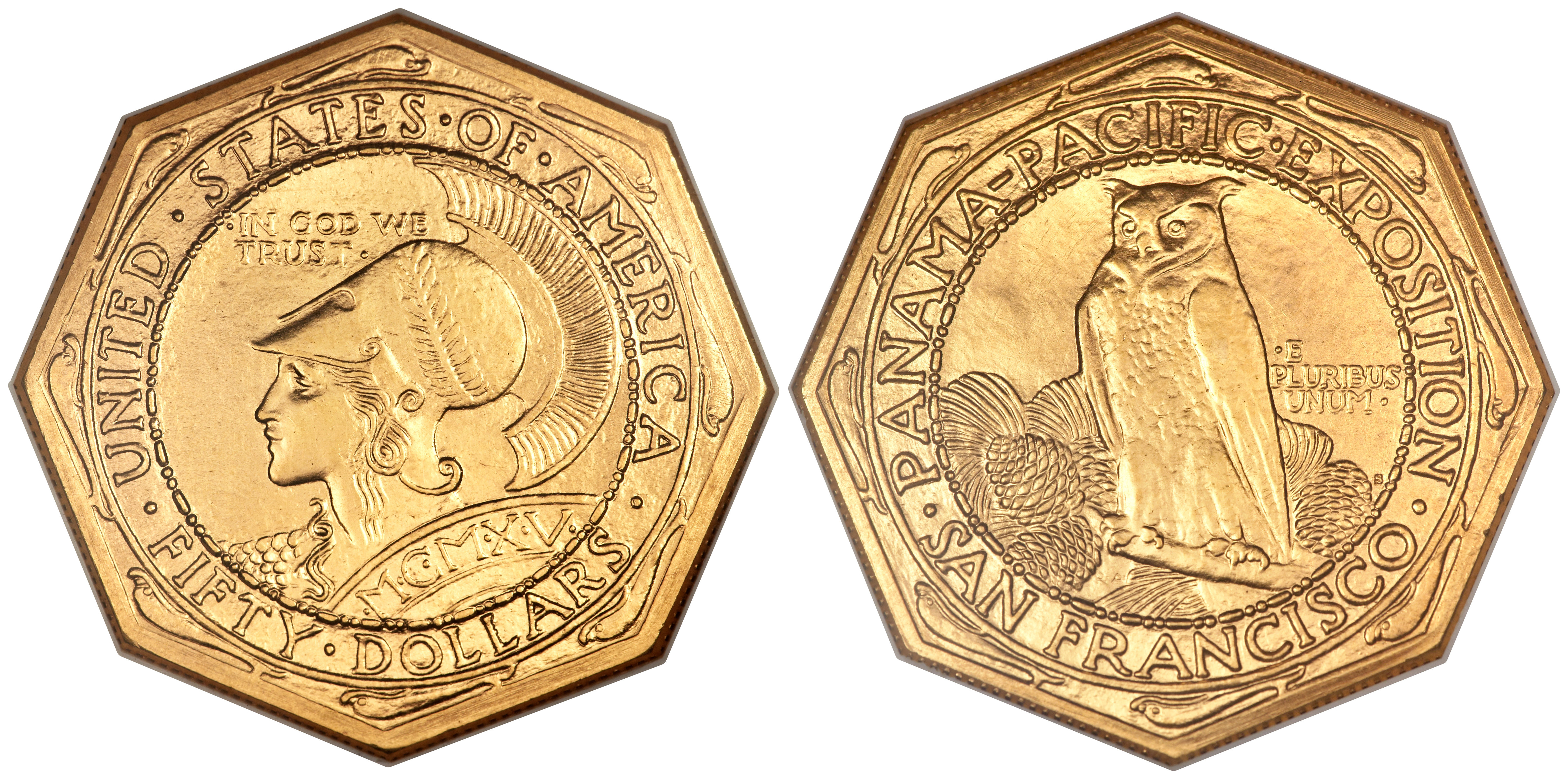
罗伯特·艾特肯设计的八角形50美元金币是1915年巴拿马－太平洋纪念币的一份子，上面同样刻有弥涅耳瓦的头像。

艾特肯设计的硬币正面包含加利福尼亚州州徽的多种元素，中间的弥涅耳瓦女神呈坐姿并戴着头盔，右手持杖，左手放在盾牌上。盾牌即埃癸斯，最上方刻有“EUREKA”（“尤里卡”）字样，中间还有美杜莎的头像。盾牌前方贴女神左脚位置是一只农产品满到溢出的丰裕之角，象征加利福尼亚州丰富的资源，弥涅耳瓦右脚（硬币左侧）则靠有一只灰熊。后方远景是帆船和金矿工，背景是加利福尼亚州的马德雷山脉。设计图案周围刻有发行国和面额字样，上方是“UNITED STATES OF AMERICA”（“美利坚合众国”），下方是“HALF DOLLAR”（“半美元”），并且女神脚下还有“LIBERTY”字样。
硬币背面刻有专为此次世博会新建的两幢建筑，分别是加利福尼亚塔和圣弗朗西斯教堂（现今同属圣地亚哥人类学博物馆）。部分观点认为背面环绕两幢建筑的轮廓线条代表西班牙教会建筑风格，但安东尼·斯沃泰克（Anthony Swiatek）和沃尔特·布林（Walter Breen）持不同意见。两人曾共著美国早期纪念币主题百科全书，书中认为这种框线是通常在中世纪金币上采用的一种边框纹线。设计图案周围以世博会名称“CALIFORNIA PACIFIC INTERNATIONAL EXPOSITION”（“加利福尼亚州太平洋国际博览会”）环绕，建筑两旁及下方还有SAN DIEGO（“圣地牙哥”）、年份和“IN GOD WE TRUST”（“我们信仰上帝”）字样，其中后者下方有铸币标记。

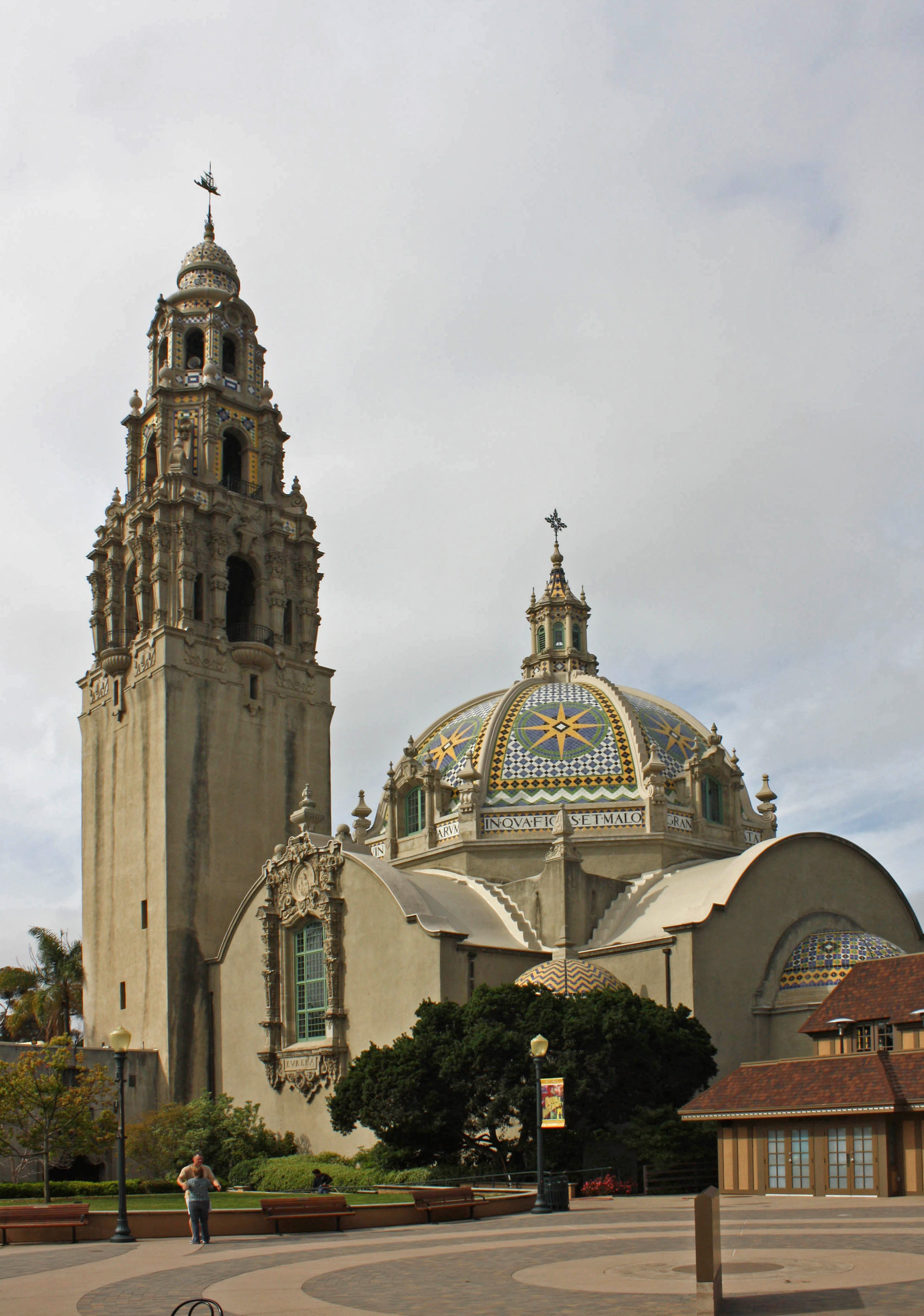
位于圣地牙哥巴尔波亚公园的加利福尼亚塔（左）和圣弗朗西斯教堂

钱币学作家唐·塔克西（Don Taxay）称赞艾特肯设计出“艺术成就杰出的硬币”，在他看来，没有其他任何美国硬币像这枚半美元一般“把建筑图像处理得如此成功”。美术史学家科尼利厄斯·弗缪尔（Cornelius Vermeule）也对纪念币青眼有加，觉得艾特肯对弥涅耳瓦的描绘在美国钱币史上都堪称优异。弗缪尔认为，艾特肯在20世纪20至30年代完成过包括三角楣饰在内的许多雕塑作品，其中包括美国最高法院大楼的三角楣饰，这款硬币设计就受到上述作品影响。在他看来，硬币背面描绘的建筑物完全达到设计初衷，而且设计师把姓名首字母缩写融合成符号的做法也得到后来者借鉴，例如吉尔罗伊·罗伯茨（Gilroy Roberts）设计的肯尼迪半美元（1964年发行）正面就有缩写字母的花押字。弗缪尔最终总结，这些刻字代表着整枚硬币“视觉体验上呈现出的平衡和力量感”。

## 生产、发行及收藏
1935年8月，旧金山铸币局共出厂25万零132枚加利福尼亚州太平洋国际博览会半美元，其中132枚送费城铸币局保留，等待来年化验委员会的年度检验，另外25万枚从旧金山运至负责分销的美国银行圣地牙哥分行，当月12日起在世博会出售，定价一美元。尽量经过大量宣传，但实际销售业绩不尽人意，售出的纪念币仅有约6万8000枚，另有约两千枚由世博会主管部门保留。
1935年时，纪念币收藏和投资逐渐热门，然而25万枚的发行量远远超出同时代其他纪念币，投资者因此对加利福尼亚州太平洋半美元无动于衷。1935–版的销售陷入僵局，博委会对此心知肚明，为此他们希望国会通过新法案，将未售硬币退回，重铸1936年新版。这样，收藏爱好者可能将之视为新的收藏目标，已经买过老版的会再买新版，同时大量旧款熔毁后供过于求的局面也会缓解，借此希望剩余的老版纪念币能再放光芒。
1936年1月6日，众议员伯纳姆将承载博委会期望的法案递交国会。次月17日，纽约州联邦众议员安德鲁·劳伦斯·萨默斯（Andrew Lawrence Somers）回复众议院，称铸币和度量衡委员会建议通过法案，并且法案中明确表示整个以旧换新过程不会耗费政府开支。3月16日伯纳姆在众议院楼层促请国会审议和辩论，密歇根州议员杰西·沃尔科特（Jesse Wolcott）提出疑问，旧币熔毁再铸新币，这个过程怎么可能不产生政府花销？伯纳姆回复称，博委会将承担全部开销，而且旧币滞销的主要原因是销售方拿到硬币的时间太晚。法案随后在众议院通过，没有议员提出其他问题，也没有任何人反对。
法案送联邦参议院审核后，银行和货币委员会在4月17日发回国会时加入新规，要求所有1936年版新币无论实际生产年份都只能在美国铸币局长指定的一个铸币局打造，该委员会审议的其他纪念币法案也附有同样要求。钱币学作家大卫·布罗瓦（David M. Bullowa）在《1892至1938年的美国纪念币》（The Commemorative Coinage of the United States 1892–1938）一书中指出，上述规定旨在确保硬币不会出现多个品种，但法案中加入这项规定时，新品种自然就诞生了。经过审议，参议院于4月24日通过委员会修订的法案，没有议员反对或提出任何问题。由于法案经过修订，因此联邦众议院需要再度审核，后者于4月27日批准新法案，再经罗斯福总统于5月6日签字生效。
1936年5月16日，博委会主席·奥布里·戴维森（G. Aubrey Davidson）致信美国铸币局代理局长玛丽·玛格丽特·奥赖利，请求尽快安排新币投产，因为亡兵紀念日就在这个月末，预计会有大量游客前来。这些半美元都是在丹佛铸币局打造，铸币标记，加利福尼亚州太平洋半美元由此成为第一种只在旧金山和丹佛铸币局生产，没有费城铸币局版本的纪念币，也是1954年前唯一一种只在上述两家铸币局打造的纪念币。1936-版共出产18万零92枚，除法案授权发行的18万枚外，余下的92枚则是为化验委员会保留。新版零售单价高于1935年版，为1.5美元。

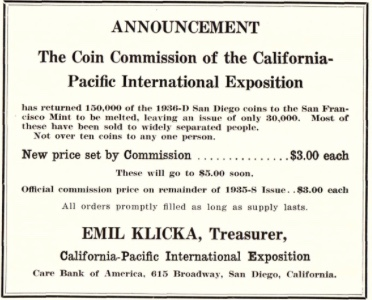
1937年为半美元纪念币发布的广告

1936年，多种纪念币价格飙升，但两版加利福尼亚州太平洋半美元的发行量都实在太大，导致销售业绩持续低迷。1936年9月博览会闭幕时，售出的1936-版还不到三万枚。1937年1月27日，戴维森在给铸币局局长内莉·泰洛·罗斯的信中请求退回约15万枚半美元，声称纪念币滞销主要是因为销售周期太短。铸币局同意后，博委会马上把保留下来的1935-和1936-版半美元加价到三美元单价发售。斯沃泰克在2012年出版的著作《美国纪念币百科全书》（Encyclopedia of the Commemorative Coins of the United States）中指出，委员会此次加价是希望能让潜在买家觉得纪念币供需局面已经改变，今后会变得更加稀有，但“这并没起作用”。
1938年，世博会财务主管埃米尔·克里卡（Emil Klicka）开始以一美元单价出售1936-版，但每人最多只能买十枚。1935-版售价两美元。两种版本都有内部人士大量囤积，其中一人就持有3万1050枚1935-版，这几乎占到售出总量的一半。20世纪60至80年代间，这些大量囤积的硬币逐渐分散。1962年，成色达到未流通级的1935-版加利福尼亚州太平洋半美元价值九美元，1936-价值11美元。根据2018年版《美国钱币指南手册》（A Guide Book of United States Coins），1935-版价值在100至160美元，1936-版100至225美元，具体视成色而定。2014年，一枚接近原始状态的1935-版经拍卖以4994美元成交。

## 脚注
1. 1 2 3  Swiatek & Breen，第38頁.
2. ↑  Slabaugh，第3–5頁.
3. ↑  Flynn，第352頁.
4. ↑  1935 Congressional Record, Vol. 81, Page 2259 (1935-02-19)
5. ↑  1935 House report，第1–2頁.
6. ↑  1935 Congressional Record, Vol. 81, Page 5606–5607 (1935-04-13)
7. ↑  1935 Congressional Record, Vol. 81, Page 5624 (1935-04-15)
8. ↑  1935 Senate report，第1–2頁.
9. ↑  1935 Congressional Record, Vol. 81, Page 6444 (1935-04-26)
10. 1 2  Bowers，第313頁.
11. ↑  Flynn，第316, 322–323頁.
12. ↑  . The Numismatist. 1935-01: 26.
13. ↑  Taxay，第172–174頁.
14. 1 2 3 4  Bowers，第314頁.
15. 1 2  Swiatek & Breen，第37頁.
16. ↑  Taxay，第172頁.
17. ↑  Taxay，第174頁.
18. ↑  Vermeule，第190頁.
19. 1 2  Vermeule，第191頁.
20. ↑  Swiatek，第260–261頁.
21. ↑  Slabaugh，第105頁.
22. ↑  1936 Congressional Record, Vol. 82, Page 120 (1936-01-06)
23. ↑  1936 House report，第1頁.
24. ↑  1936 Congressional Record, Vol. 82, Page 3799 (1936-03-16)
25. ↑  1936 Senate report，第1頁.
26. ↑  Bullowa，第125–126頁.
27. ↑  1936 Congressional Record, Vol. 82, Page 6063 (1936-04-24)
28. ↑  1936 Congressional Record, Vol. 82, Page 6243 (1936-04-27, 1936)
29. ↑  Flynn，第354頁.
30. ↑  Flynn，第323頁.
31. ↑  Swiatek & Breen，第314頁.
32. 1 2 3  Swiatek，第261頁.
33. ↑  Bowers，第26–27頁.
34. ↑  Bowers，第314–315頁.
35. ↑  Flynn，第324頁.
36. ↑  Bowers，第315頁.
37. ↑  Slabaugh，第104頁.
38. ↑  Yeoman 2018，第1080頁.
39. ↑  Yeoman 2015，第1148頁.